# Łazińsk Pierwszy
Łazińsk Pierwszy (dawniej: Holendry Michalinowo) – wieś w Polsce położona w województwie wielkopolskim, w powiecie słupeckim, w gminie Zagórów.

## Historia
Wieś założono w 1746. Inicjatorami lokacji byli Andrzej i Paweł Prusińscy. Do dziś jest modelowym przykładem wsi olęderskiej, która zachowała swój oryginalny układ przestrzenny: zabudowania gospodarskie, mozaika pól, lasów, łąk, kanałów i dróg polnych. Istnieją liczne budynki drewniane, gliniane i z rudy darniowej.
W latach 1975–1998 miejscowość administracyjnie należała do województwa konińskiego.

## Cmentarz
Na terenie wsi znajdują się pozostałości cmentarza ewangelickiego z nikłymi pozostałościami nagrobków.